# Patricia Wilka
Patricia Elizabeth „Pati” Wilka Materi de Battilana (ur. 3 września 1972 w Asunción) – paragwajska strzelczyni, olimpijka. 
Uczestniczka Letnich Igrzysk Olimpijskich 2008 w Pekinie. Zajęła ostatnie 44. miejsce w pistolecie pneumatycznym z 10 m. W tej samej konkurencji startowała na Igrzyskach Panamerykańskich 2007 (17. miejsce) i na Mistrzostwach Ameryki 2014 (36. pozycja).

## Wyniki

### Igrzyska olimpijskie
| Igrzyska   | Konkurencja                 | Wynik    | Miejsce | Źródło |
| ---------- | --------------------------- | -------- | ------- | ------ |
| Pekin 2008 | Pistolet pneumatyczny, 10 m | 208 pkt. | 44      | [ 1 ]  |